# Charles Finch (4e comte de Winchilsea)
Charles Finch, 4e comte de Winchilsea (26 septembre 1672 – 16 août 1712) est un noble britannique titré vicomte de Maidstone jusqu'en 1689. Il est le fils de William Finch, Lord Maidstone (fils de Heneage Finch (3e comte de Winchilsea)) et Elizabeth Wyndham.
De 1702 à 1703, il est ambassadeur extraordinaire à Hanovre. En 1702, il est nommé vice-amiral de Kent, et en 1704, Lord Lieutenant du Kent et Custos Rotulorum de ce comté. Il est démis de tous ses postes dans le Kent en 1705. En 1711, il est admis au Conseil Privé et est nommé Premier Lord du Commerce. À sa mort en 1712, il remplace en tant que comte de Winchilsea par son oncle, Heneage Finch (5e comte de Winchilsea).